# Artus de Miribel
Pour les autres personnalités de même nom, voir Miribel.
Anne César Loup Artus de Miribel est un homme politique français, maire de Grenoble, né le 19 mars 1785 à Montbonnot-Saint-Martin où il est mort le 3 septembre 1853.

## Biographie
Il fait d'abord carrière dans la gendarmerie devenant Lieutenant au 3e Régiment de Cuirassiers en 1818. Il démissionne peu après et se retire dans son château de Vors à Villard-Bonnot. En 1842, à la demande de Guizot, il succède à Honoré-Hugues Berriat comme maire de Grenoble. Sous sa municipalité, sera créé le premier Comptoir de la Banque de France à Grenoble. C'est également l'époque où Grenoble vient de se doter d'une école professionnelle, la future École Vaucanson et où se poursuit la construction de la citadelle Rabot dans le cadre de la fortification de la Bastille.
Peu habitué à affronter les heurts de la politique, il démissionne de son fauteuil de maire en 1845 tout en restant au Conseil municipal.
Il avait épousé Alexandrine de Valori qui lui donna une fille et quatre fils dont le futur général Joseph  de Miribel. Artus de Miribel est inhumé au cimetière Saint-Roch de Grenoble.

## Distinctions
- Membre de l'Académie delphinale[3]
- Officier de la Légion d'honneur (décret du 30 avril 1844)[4]
- Une rue de Grenoble porte son nom.